# Championnats du monde de duathlon 2023
Navigation
Édition précédente Édition suivante
Les championnats du monde de duathlon 2023, 33e édition des championnats du monde de duathlon ont lieu les 29 et 30 avril 2023  à Ibiza en Espagne. La rencontre internationale propose également lors de cette journée consacrée aux pratiques enchaînées, des compétitions pour les catégories juniors, U23 (espoir) et paraduathlon.

## Palmarès  et distances
Les tableaux présentent le résultat des courses élites et U23 sur la distance M et S pour le paraduathlon.

### Élites
| Position           | Triathlète        | Pays    | Temps       |
| ------------------ | ----------------- | ------- | ----------- |
| Médaille d'or      | Mario Mola        | Espagne | 51 min 3 s  |
| Médaille d'argent  | Benjamin Choquert | France  | 51 min 8 s  |
| Médaille de bronze | Krilan Le Bihan   | France  | 51 min 10 s |

| Position           | Triathlète        | Pays            | Temps         |
| ------------------ | ----------------- | --------------- | ------------- |
| Médaille d'or      | Emma Pallant      | Grande-Bretagne | 57 min 50 s   |
| Médaille d'argent  | Zsanett Bragmayer | Hongrie         | 58 min 12 s   |
| Médaille de bronze | Ai Ueda           | Japon           | 1 h 0 min 4 s |

| Position           | Triathlète                          | Pays     | Temps           |
| ------------------ | ----------------------------------- | -------- | --------------- |
| Médaille d'or      | Samuele Angelini • Giorgia Priarone | Italie   | 1 h 10 min 19 s |
| Médaille d'argent  | Benjamin Choquert • Marion Le Goff  | France   | 1 h 11 min 0 s  |
| Médaille de bronze | Arnaud Dely • Maurine Ricour        | Belgique | 1 h 11 min 2 s  |

### U23
| Position           | Triathlète                | Pays     | Temps       |
| ------------------ | ------------------------- | -------- | ----------- |
| Médaille d'or      | Riccardo Martellato       | Italie   | 51 min 22 s |
| Médaille d'argent  | Hugo Figueiredo           | Portugal | 51 min 38 s |
| Médaille de bronze | Jose Ignacio Galvez Ponce | Espagne  | 51 min 51 s |

| Position           | Triathlète      | Pays     | Temps          |
| ------------------ | --------------- | -------- | -------------- |
| Médaille d'or      | Asia Mercatelli | Italie   | 1 h 2 min 19 s |
| Médaille d'argent  | Chiara Lobba    | Italie   | 1 h 2 min 48 s |
| Médaille de bronze | Eléonore Hiller | Belgique | 1 h 4 min 51 s |